# Anommatus titanus
Anommatus titanus is een keversoort uit de familie knotshoutkevers (Bothrideridae). De wetenschappelijke naam van de soort werd in 1901 gepubliceerd door Edmund Reitter.